# Натуралізація (біологія)

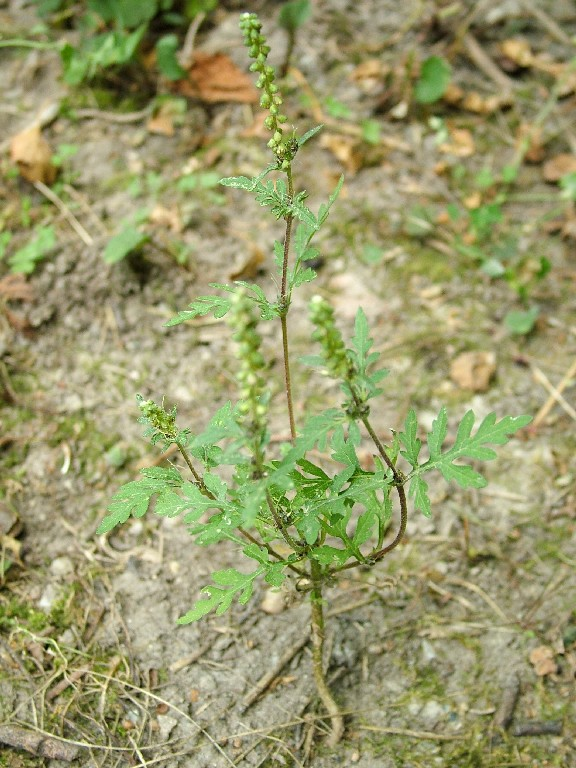
Амброзія полинолиста натуралізувалася в багатьох країнах, майже на всіх континентах

Натуралізація — повне пристосування інтродукованих рослин чи тварин до нових умов життя.

## Умови натуралізації

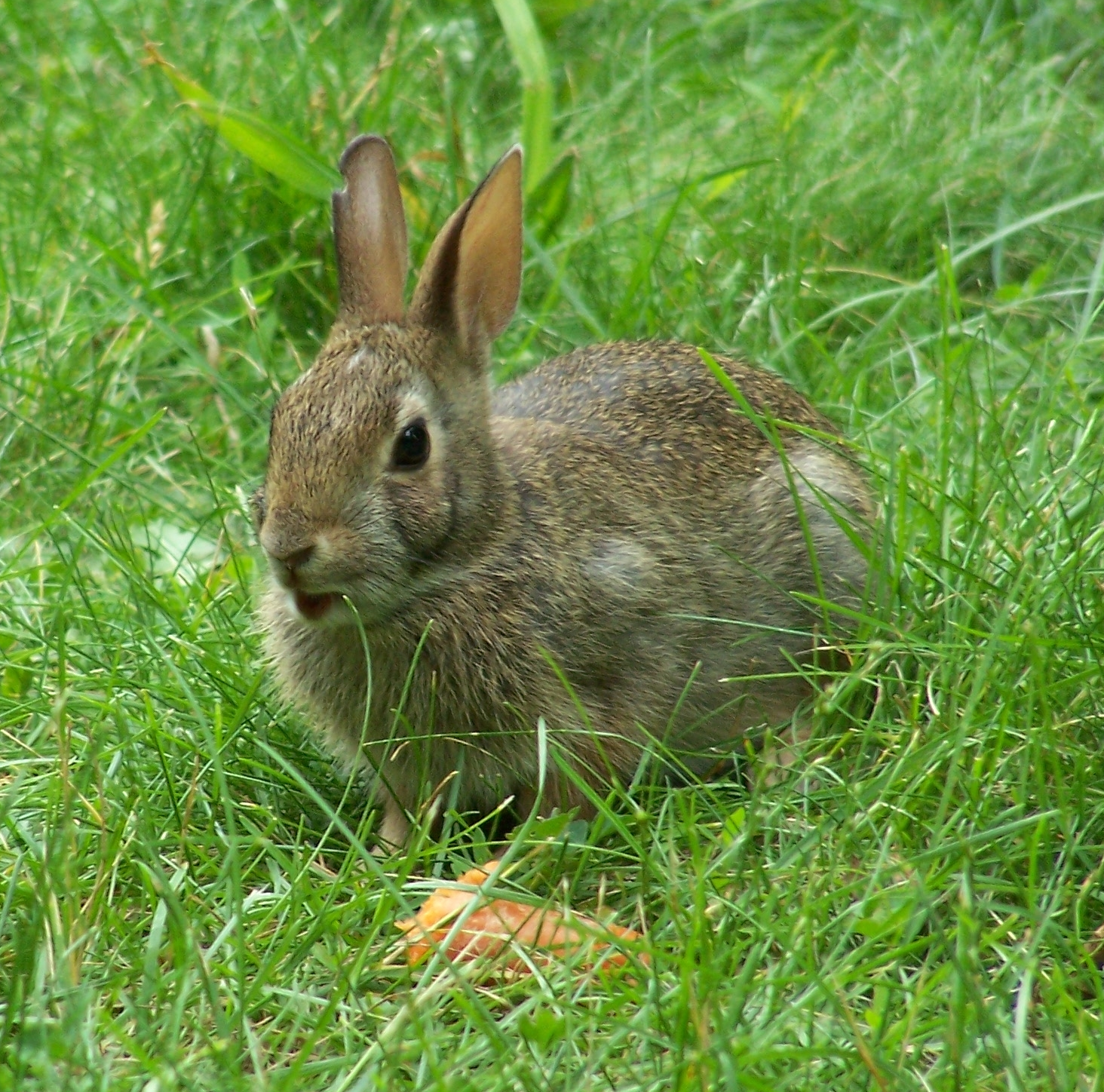
Дикий кролик натуралізувався далеко за межами свого природного ареалу

Натуралізація — природне явище, не пов'язане з цілеспрямованою діяльністю людини, утворення спонтанних місцевих популяцій. Воно означає повне закріплення акліматизованого виду (інтродуцента, чужорідного або адвентивного виду, іммігранта, антропофіта) в новому для нього регіоні, остаточне входження в нову, раніше чужу йому екосистему, формування властивої йому екологічної ніші. Обумовлена натуралізація набуванням місцевими популяціями чужорідного виду спеціальних адаптацій. В період натуралізації організм пристосовується не тільки до нових екологічних умов, але і до нового живого оточення — рослин і тварин, в тому числі мікроорганізмів і т. ін.
При натуралізації можливі зміни обміну речовин організмів, що визначаються їхньою нормою реакції, організми самостійно  розмножуються в нових умовах без зміни генотипу, витримуючи конкуренцію аборигенних видів.
Непередбачувані і небажані наслідки такої інтродукції — інвазії. Наприклад, багато рослин-бур'янів і тварини-шкідників мають широку норму реакції генотипу і поширюються по різних районах земної кулі.

## Приклади натуралізації

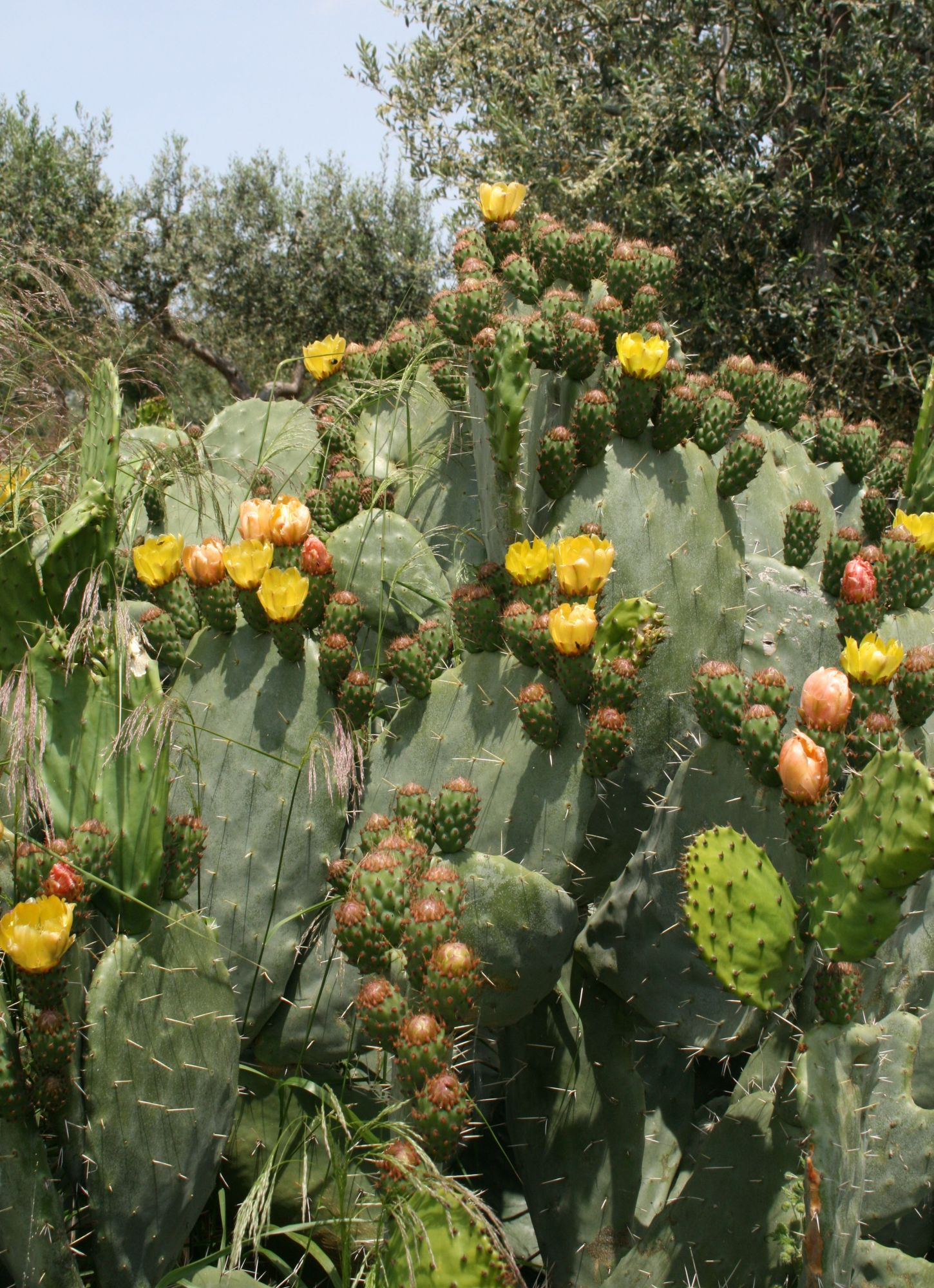
Зарості опунції в Італії

Прикладом натуралізації є значне поширення в Австралії завезених туди кролів. У тій же Австралії швидко натуралізувалася та стала справжнім лихом для вівчарства американська рослина з родини кактусових — опунція, що  поширилася також в середземноморських країнах, на Канарських островах, Кавказі, в Південній Африці, Індії. Можна зустріти здичавілу опунцію і в Україні — на Південному березі Криму. Ще одна американська рослина — амброзія —поширилася в багатьох країнах, майже на всіх континентах. Це один із найнебезпечніших в Україні карантинних бур'янів-алергенів, який за останнє сторіччя пройшов усі етапи експансії: первинне проникнення, «розселення» та наступну натуралізацію.

## Натуралізація інтродукованих видів
Герберт Сукопп та Ульріх Сукопп наводять дані про число інтродукованих і натуралізованих видів папоротей і квіткових рослин на Британських островах, в Німеччині та Нідерландах.
| ×                  | Інтродуковані види | Натуралізовані види | %   | в тому числі в природні рослинні угруповання |
| ------------------ | ------------------ | ------------------- | --- | -------------------------------------------- |
| Британські острови | 32 000             | 332                 | 1 % | немає даних                                  |
| Німеччина          | більше 12 000      | 385                 | 3 % | 200                                          |
| Нідерланди         | 7000               | 220                 | 3 % | 75                                           |

## Інші значення
Також натуралізація може означати:
- переселення рослин чи тварин з одних районів в інші, які не відрізняються умовами існування;
- повне виживання нового для певного виду різновиду, тобто зайняття ним екологічної ніші в угрупованні;
- процес повернення культурних рослин чи свійських тварин до проживання в природних угрупованнях.